# Telematch
Telematch fue un programa de televisión de entretenimiento alemán. Fue producido por la empresa TransTel (actualmente propiedad de Deustche Welle) entre 1965 y 1984, con un total de 43 episodios, y fue doblado al inglés, español, francés, árabe e hindi. La duración de cada episodio era de 45 minutos (13 episodios) o de 60 minutos (30 episodios).

## Historia
Con una temática similar a otros programas anteriores —como el italiano Campanile sera (1954-1957), el francés Intervilles (1957-1968) el neerlandés Zeskamp (1964-1987), Inter Nation Games o Jeux sans frontières (1960-1977 y 1983-1994), emitido por la red Eurovisión, y el británico It's a Knockout (1961-1977)—, cada capítulo de la serie consistía en una competición entre diferentes ciudades de Alemania Occidental (inicialmente entre dos, después fue entre cinco) en pruebas de habilidad, generalmente carreras y juegos contrarreloj.
Lo que lo diferenció de otros programas fue el hecho de que cada capítulo tenía su propia atmósfera (por ejemplo, la Edad de Piedra o el lejano oeste). Así, los participantes debían utilizar vestimentas acordes al tema del episodio.

## Transmisión internacional
Fue emitido en Argentina, Bolivia, Chile, China, Colombia, Costa Rica, Cuba, Ecuador, El Salvador, Guatemala, India, México, Nigeria, Panamá, Paraguay, Perú, Puerto Rico, República Dominicana, Singapur, Sri Lanka, Uruguay y Venezuela, así como en varios otros países de Asia y el Caribe.
Durante la década de 1980, Telematch fue emitido en varios países hispanoamericanos. En México por el canal 11 television del estado. En Argentina por Canal 11 y Telefe (1983-1991), en las mañanas de domingo y las tardes de sábado. En Colombia por Inravision Cadena 2 en horas de la tarde. En Ecuador por el canal Telerama los sábados. En El Salvador se vio a través de Canal 10 y Canal 21 y a comienzos de la década de 2000 por Canal 19. En Paraguay por Canal 9 también en las mañanas de domingo. En Perú se vio a través de Canal 7. En Uruguay por Canal 5. En Venezuela por la extinta Televisora Nacional (Canal 5), y también por Televen (1988).
También en Cuba fue muy popular su emisión dominical durante la década de 1990. Como un dato curioso, esta serie todavía se difunde en India, donde sigue teniendo éxito. En España, entre 1995 y 2009, TVE 1 puso en el aire el programa El Grand Prix del verano, con un formato similar a Telematch.